# David Wechsler
Pour les articles homonymes, voir Wechsler et David Wechsler (homonymie).
David (Wex) Wechsler (prononcé en anglais : /ˈwɛks.ləɹ/) (12 janvier 1896, Lespezi, Roumanie - 2 mai 1981, New York) est un psychologue américain d'origine roumaine. Il a développé plusieurs tests d'intelligence normalisés largement diffusés : le Wechsler-Bellevue (deux versions), le Wechsler Adult Intelligence Scale (WAIS), le Wechsler Intelligence Scale for Children (WISC) et le Wechsler Preschool and Primary Scale of Intelligence (WPPSI). Ses tests d'intelligence sont les plus utilisés dans le monde entier. 
Il estimait que l'intelligence n'était pas unitaire, mais composite, les différents traits étant mesurables séparément.

## Biographie
David Wechsler est né à Lespezi, près de Iași, en Roumanie, le septième enfant d'une famille juive. Sa famille émigre aux États-Unis lorsqu'il a 6 ans. Il étudie au City College de New York, puis à l'université Columbia. À Columbia, il est l'élève de Robert Woodworth, Edward Thorndike et James McKeen Cattell, des psychologues formés dans l'un des deux premiers laboratoires de psychologie expérimentale, celui du psychologue allemand Wilhelm Wundt, à l'université de Leipzig.  
Wechsler obtient un master en 1917 sous la direction de Woodworth. Juste après l'obtention de sa maîtrise, Wechsler travaille pour l'armée à Ellis Island (New York) où arrivent les nouveaux émigrants aux États-Unis. Il score les tests Alpha et Béta de l'armée, sous la direction de Boring. Cette expérience aura une grande importance sur sa pratique des tests et sa décision de créer des nouvelles échelles.  

Il s'engage alors dans l'armée. En été 1918, il suit une formation dans l'école de psychologie de l'armée du camp Greenleaf (Géorgie, États-Unis) pour devenir un examinateur de l'armée,. Durant trois mois, il y apprend à administrer de nombreux tests, les tests de l'armée, le test d'intelligence de Standford-Binet, l'échelle de Yerkes et plusieurs tests de performance.    

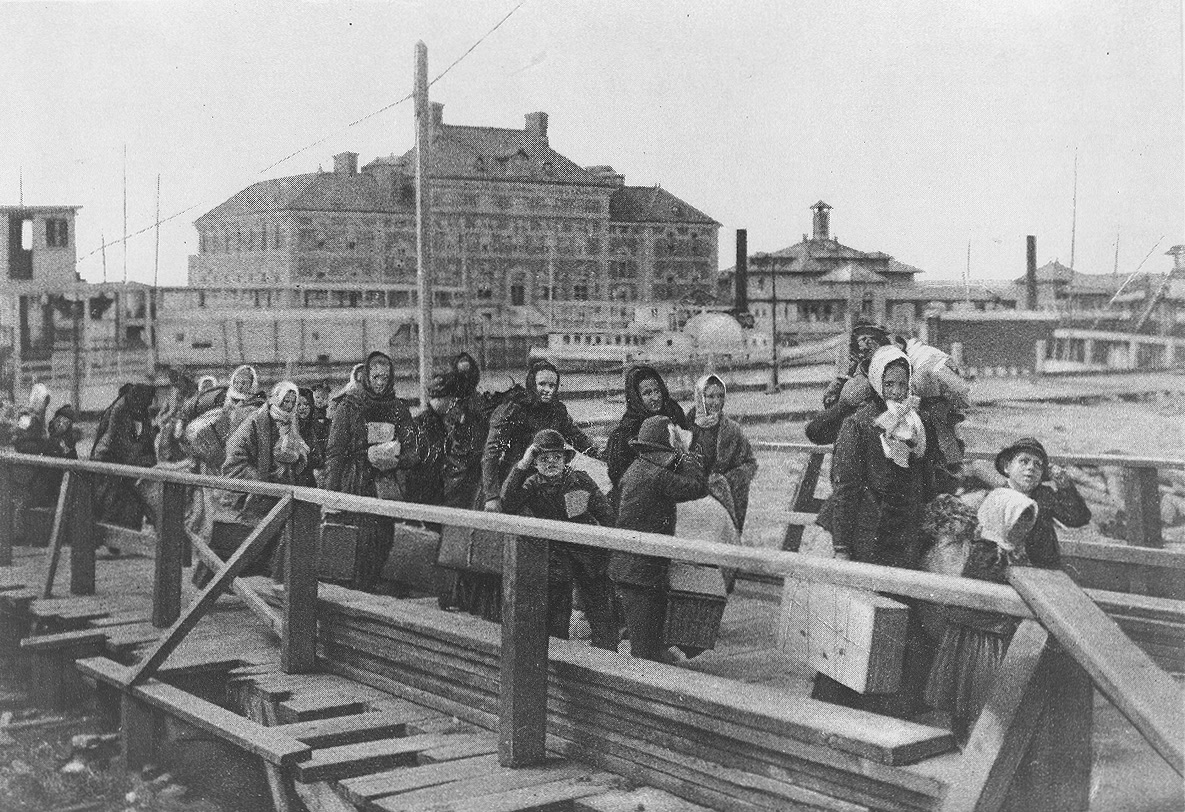
Hôpital (au fond) où sont observés les immigrants arrivant aux États-Unis, Ellis island, New York (1902).

Recevant le titre de Caporal, il est assigné au camp Logan (Texas) en 1918, où il conduit des examens psychologiques individuels. Il y administre les tests Alpha (tests surtout verbaux inspirés du test Binet-Simon) et les tests Beta (tests non verbaux pour les personnes peu éduquées ou ne parlant pas l'anglais).
L'armée le transfère à l'université de Londres où il travaille et étudie avec le psychologue Charles Spearman et le mathématicien Karl Pearson.
Il gagne ensuite une bourse de deux ans pour étudier en France, à Paris, où il travaille avec Henri Piéron et d'autres psychologues sur la psychophysiologie des émotions.
Wechsler retourne aux États-Unis en 1922. Il passe l'été en stage à l'hôpital psychiatrique de Boston, où il assiste aux conférences organisées par Healy et Augusta Bronner. Il retourne ensuite à New York où il achève sa dissertation doctorale sur le thème des mesures physiologiques des émotions. Il obtient un doctorat en 1925 sous la conduite de Robert Woodworth. En parallèle, de 1922 à 1925, il est psychologue clinicien au Bureau of Child Guidance (New York). 
Il occupe un poste de secrétaire au Psychological Corporation de 1925 à 1927. Peu après, il exerce comme psychologue clinicien en pratique privée de 1927 à 1932 ( « un des premiers », écrit-il en  1981). Il travaille ensuite pour l'Hôpital psychiatrique Bellevue à New York. Il y sera psychologue en chef pendant 35 ans, soit de 1932 à 1967. Il enseigne de 1933 à 1967, en tant que professeur clinique, au collège médical de l'université de New York.

## Mise au point des échelles d'intelligence
Pendant la Première Guerre mondiale, il travaille sous la supervision de Edwin G. Boring. Il évalue les recrues de l'armée à l'aide du test Alpha. Ce test était conçu sur le modèle du test de Binet-Simon. Il doit déterminer si les recrues sont aptes à la vie militaire et quel emploi militaire leur convient le mieux. Ses observations sur les faiblesses du test Alpha l'amènent à conclure que la définition académique de l'intelligence n'est pas toujours applicable à la vie courante. Ainsi, des hommes peuvent obtenir des scores faibles au test d'intelligence, indiquant une déficience, alors que ces hommes étaient bien intégrés dans la vie active hors de l'armée.
Wechsler prend conscience qu'une définition adéquate de l'intelligence devait être plus large et être valide selon des critères observables. Il considère la théorie g et s de Spearman comme trop simpliste[réf. nécessaire]. Il voyait l'intelligence comme une conséquence plus que comme une cause[réf. nécessaire].
En 1938, il développe une batterie de tests d'intelligence connu sous le nom de Wechsler-Bellevue Intelligence Scale (WBIS) publiée en 1939. Il utilise la notion de Quotient intellectuel mais ses propriétés psychométriques sont différentes de celles utilisées par Binet et Simon.
Le WBIS, revu en 1942 par Wechsler, devint bientôt le test le plus utilisé aux États-Unis.
En 1942, il publie une adaptation du test pour l'armée, le Army-Wechsler.
Il publie le Wechsler Intelligence Scale for Children (WISC) en 1949 (revu en 1974).
En 1955, il développe un test d'intelligence pour les adultes, le Wechsler Adult Intelligence Scale (WAIS). Il sera revu en 1981, un peu avant le décès de Wechsler.
En 1967 est publié le Wechsler Preschool and Primary Scale of Intelligence (WPPSI), une adaptation du WISC pour les enfants de très bas âge.

## Conception de l'intelligence
Il définit l'intelligence comme une capacité, globale, d'agir selon une intention, de penser rationnellement et d'agir effectivement sur son environnement. Cette vision contient l'idée que l'intelligence n'est pas une capacité unique, mais bien un agrégat de plusieurs traits humains.[réf. nécessaire]

## Ouvrages de Wechsler
- (en) The Range of Human Capacities (1935)
- (en) The Measurement of Adult Intelligence (1939)
- (en) WISC (1949)
- (en) WAIS (1955)
- (en) The Measurement and Appraisal of Adult Intelligence (1958)

## Distinctions
- 1960 : Distinguished Scientific Contributions to Clinical Psychology de l'Association américaine de psychologie (APA)[3].